# Monroe College
 (signalé en août 2025).
Si vous disposez d'ouvrages ou d'articles de référence ou si vous connaissez des sites web de qualité traitant du thème abordé ici, merci de compléter l'article en donnant les références utiles à sa vérifiabilité et en les liant à la section « Notes et références ».
- Archive Wikiwix
- Bing
- Cairn
- DuckDuckGo
- E. Universalis
- Gallica
- Google
- G. Books
- G. News
- G. Scholar
- Persée
- Qwant
- (zh) Baidu
- (ru) Yandex
- (wd) trouver des œuvres sur Wikidata

Le Monroe College est un établissement d'enseignement supérieur privé de la ville de New York, qui possède un campus dans le Bronx mais aussi dans la ville voisine de la Nouvelle-Rochelle. 

## Historique
Sa création remonte à 1933 et son nom lui a été donné en l'honneur de l'ancien président James Monroe. Le college propose des programmes en deux ans et en quatre ans ainsi que des programmes graduate sous le nom de King Graduate School of Business. 
Le Monroe College propose également des associate degrees en comptabilité, soins infirmiers, gestion commerciale, technologie commerciale, droit criminel, arts culinaires, gestion hospitalière, technologies de l'information, gestion médicale et assistance médicale. Un MBA est également proposé.